# Semboku-lijn

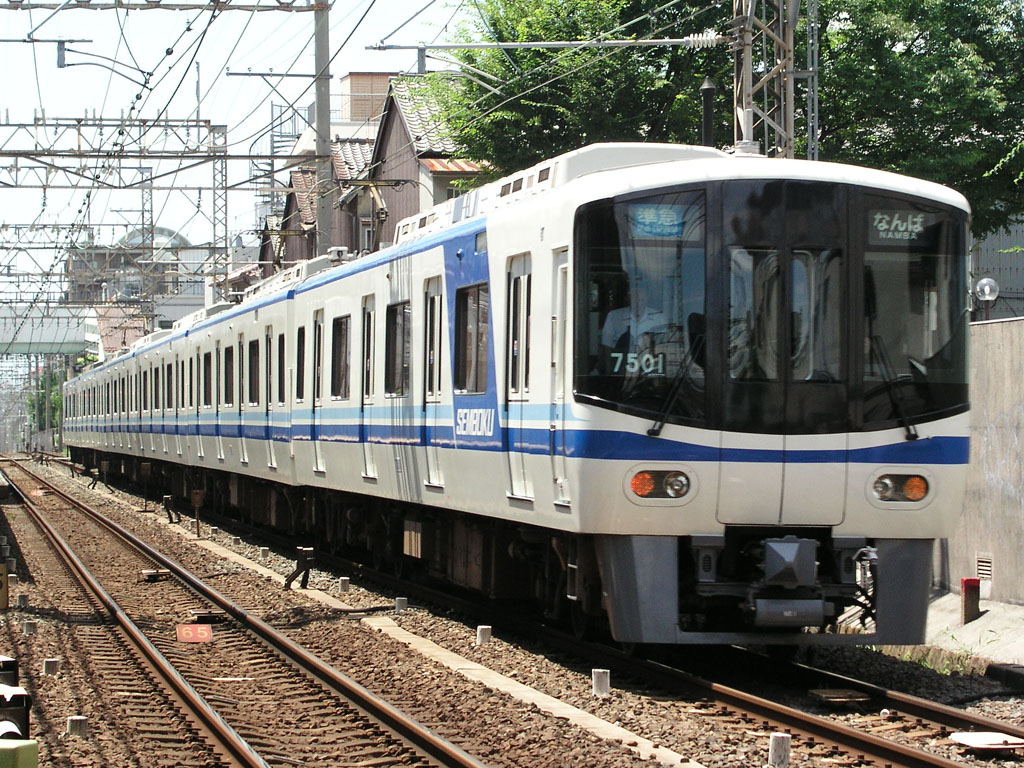
Semboku 7000-serie

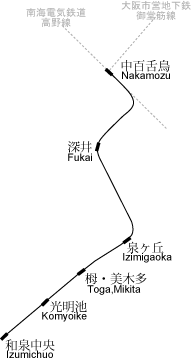
Kaart van de Semboku-lijn.

De Semboku-lijn (Japans: 泉北高速鉄道, Semboku Kōsoku Tetsudō), is een spoorlijn tussen de Japanse steden Sakai en Izumi, in de prefectuur Ōsaka. De spoorlijn wordt uitgebaat door de Osaka Maatschappij voor Stedelijke ontwikkeling, die de lijn ook heeft aangelegd. De Semboku-lijn is de enige spoorlijn van dit bedrijf en is aangelegd om de nieuwbouwwijk Semboku New Town aan te sluiten op het bestaande spoornetwerk. 

## Geschiedenis
Het eerste gedeelte van de lijn, tussen Nakamozu en Izumigaoka, werd op 1 april 1971 geopend. Hierna werd de spoorlijn al naargelang de bevolkingstoename in Semboku New Town verlengd: in 1995 werd het laatste station opgeleverd.  

## Treindiensten
Daar de Semboku-lijn via het station Nakamozu is aangesloten op het netwerk van Nankai, rijden sneltreinen en intercity's door naar het station  Namba. Alleen stoptreinen rijden niet verder dan Nakamozu. De Semboku-lijn heeft de volgende treindiensten:
- Kakuekiteisha (各駅停車, stoptrein), rijdt tussen Nakamozu en Izumi-Chūō.
- Junkyū (準急, sneltrein), rijdt tussen Namba en Izumi-Chūō.
- Kukan Kyūkō (区間急行, intercity) rijdt alleen tijdens de ochtendspits.

Hoewel deze diensten allen van elkaar verschillen, geldt dit alleen voor het traject van de Koya-lijn; alle treindiensten doen elk station van de Semboku-lijn aan.   

## Stations van de Semboku-lijn
| Nummer                                                              | Station     | Japans     | Verbindingen                                     | Wijk      | Stad  |
| ------------------------------------------------------------------- | ----------- | ---------- | ------------------------------------------------ | --------- | ----- |
| Richting Kishinosato-Tamade, Shin-Imamiya en Namba via de Koya-lijn |             |            |                                                  |           |       |
| SB01                                                                | Nakamozu    | なかもず   | Nankai: Koya-lijn Metro van Osaka: Midosuji-lijn | Kita-ku   | Sakai |
| SB02                                                                | Fukai       | 深井       |                                                  | Naka-ku   | Sakai |
| SB03                                                                | Izumigaoka  | 泉ヶ丘     |                                                  | Minami-ku | Sakai |
| SB04                                                                | Toga-Mikita | 栂・美木多 |                                                  | Minami-ku | Sakai |
| SB05                                                                | Kōmyōike    | 光明池     |                                                  | Minami-ku | Sakai |
| SB06                                                                | Izumi-Chūō  | 和泉中央   |                                                  | Izumi     | Izumi |

## Spoorwegmaterieel
- Semboku 3000-serie
- Semboku 5000-serie
- Semboku 7000-serie
- Semboku 7020-serie